# Port lotniczy Huanuco-Alférez FAP David Figueroa Fernandini
Port lotniczy Huanuco-Alférez FAP David Figueroa Fernandini (IATA: HUU, ICAO: SPNC) – port lotniczy położony w Huánuco, w regionie Huánuco, w Peru.